# The Bush
The Bush é um termo referido a algumas porções do estado do Alasca que não possui conexões com serviço de rodovia ou ferrovia. A maioria dos Povos Nativos do Alasca moram na região, vivendo fora da terra como seus ancestrais. 

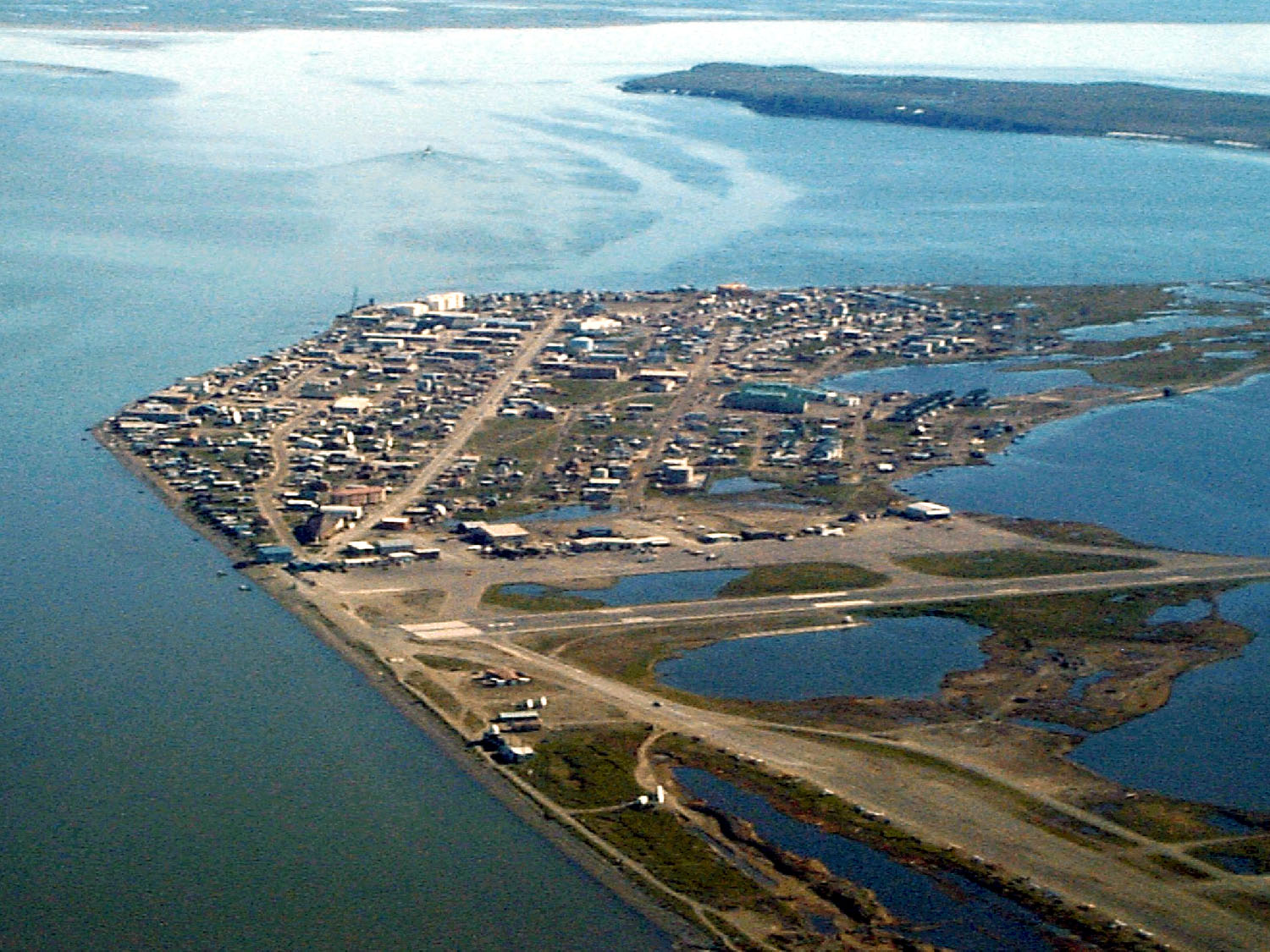
Kotsebue, umas das cidades de The Bush

Lugares importantes na região são: Bethel, Dillingham, King Salmon, Nome, Barrow, Katmais National Park, Ilha Kodiak, Kotzebue e Unalaska-Dutch Harbor. 
Muitas partes do Alasca que estão fora das rodovias podem ser acessadas por pequenos aviões e por terra com motos de neve ou com transporte canino.